# Meiacanthus oualanensis
Meiacanthus oualanensis es una especie de pez de la familia Blenniidae en el orden de los Perciformes.

## Morfología
• Las hembras pueden llegar alcanzar los 5 cm de longitud total.

## Reproducción
Es ovíparo.

## Hábitat
Es un pez de mar y de clima tropical.

## Distribución geográfica
Se encuentra en Fiyi.